# Medalla d'Or de la Ciutat de Barcelona
La Medalla d'Or de la Ciutat de Barcelona és la màxima distinció que atorga l'Ajuntament de Barcelona per distingir persones físiques o jurídiques, nacionals o estrangeres, que hagin destacat pels seus extraordinaris mèrits personals o per haver prestat serveis rellevants a la ciutat.
Aquesta distinció és hereva de la "Medalla de la Ciutat" creada l'any 1950.
L'any 2012, l'Ajuntament de Barcelona va reformar la normativa per reordenar les distincions i medalles existents i va regular la creació de quatre categories de distincions:
- Medalla d'Or de la Ciutat de Barcelona, és la màxima distinció que té per objecte distingir persones físiques o jurídiques, nacionals o estrangeres, que hagin destacat pels seus extraordinaris mèrits personals o per haver prestat serveis rellevants a la ciutat.

- Medalla d'Or al Mèrit Cultural, Científic, Cívic o Esportiu,és un reconeixement a la trajectòria de persones o entitats que han treballat en favor de la ciutat de Barcelona. Reconeixen la qualitat de l'obra feta per aquests ciutadans i ciutadanes en les diverses branques de la cultura, les ciències, el civisme o l'esport.

- Medalla d'Honor de Barcelona és una distinció a aquelles persones, físiques o jurídiques, nacionals o estrangeres, que hagin destacat en la defensa de la ciutat, així com en la defensa de les virtuts i valors cívics. Els guardonats ho són per la seva trajectòria i també com a símbol i com a representants d'una ciutadania compromesa amb els valors de la solidaritat, la convivència, el desenvolupament sostenible, el diàleg i la cultura de la pau.

- Títol honorífic d'Amic o d'Amiga de Barcelona, té per objecte distingir aquelles persones físiques o jurídiques, estrangeres o de nacionalitat espanyola amb residència fixa a l'estranger, que per les seves activitats hagin afavorit notablement els interessos generals de Barcelona, o destacat notòriament en defensa d'aquests interessos.

## Descripció
La Medalla està encunyada segons disseny de Frederic Marès, amb una deessa coronada, símbol de Barcelona; l'escut de la ciutat al fons, i una branca de llorer damunt les lletres del nom Barcelona. Simbolitza la personificació de la ciutat com a musa de la història, oferint un ram de llorer, símbol de la glòria; l'altra mà descansa sobre l'escut de Barcelona.
Quan el premi es concedeixi a una persona individual se li lliurarà també un botó de solapa amb el seu nom i cognoms i la data de concessió al revers.
La Medalla d'Or de la Ciutat de Barcelona s'atorga per acord del Plenari del Consell Municipal i té caràcter vitalici.

## Guardonats
- 2012: Heribert Barrera i Costa, Ramón Pelegero Sanchís “Raimon”.[3]
- 2013: Sense cap atorgament.[4]
- 2014: Gabriel Garcia Márquez, a títol pòstum.[5]
- 2015: Sense cap atorgament.[6]
- 2016: Muriel Casals i Couturie, a títol pòstum. Es revoquen els atorgaments de la Medalla d'Or a Jordi Pujol i Soley (1992) i Cristina de Borbón i de Grècia (1997).[7]
- 2017: Es revoca l'atorgament de la Medalla d'Or a Rodolfo Martín Villa (1976).[8]
- 2018: Oriol Bohigas i Guardiola, Josep Fontana i Lázaro. Es revoca l'atorgament de la Medalla d'Or a Miquel Mateu i Pla (1945).[9]